# 鼠小紋東君新形

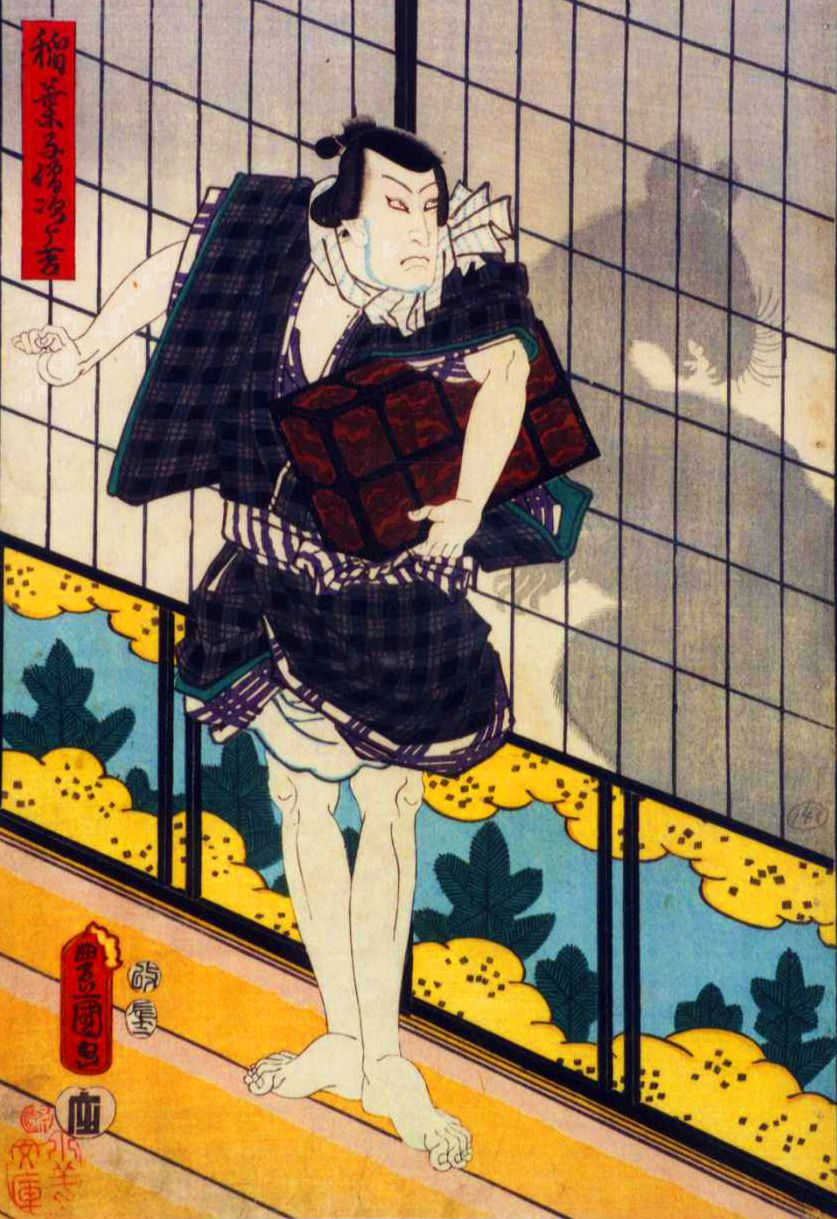
四代目市川小團次の鼠小僧
（三代目豊国 画）

『鼠小紋東君新形』（ねずみこもん はるの しんがた）は、歌舞伎の演目。安政4年（1857年）1月11日江戸市村座初演。二代目河竹新七（黙阿弥）作。全5幕。通称「鼠小僧」（ねずみこぞう）。

## あらすじ
捨て子の与吉は盗人・月の輪のお熊に育てられ、大名や豪商から金子を盗み貧者に分け与える義賊・鼠小僧となった。今では稲葉幸蔵と名も改め、易者平澤左膳に身を装して鎌倉滑川に潜んでいる。
稲毛屋敷辻番所の場
ある晩幸蔵は、悪人に金を盗まれ悲嘆にくれる刀屋新助と愛人おもとの難儀を救うため、稲毛の屋敷から百両盗む。しかし辻番・与惣兵衛に見咎められ、しかも彼が実の父であることがわかる。今や盗人になった幸蔵は名乗ることもできず、涙ながらにその場を立ち去る。
滑川稲葉内の場
数日後の雪の夜、幸蔵はおもとの弟・三吉から衝撃的な知らせを受ける。稲毛の若党から盗んだ金子の極印から足がついて、おもとと新助が引っ拘えられ、我が父・与惣兵衛までもが盗難の責を問われて入牢したというのである。たまたまそこへ別れた女房が盲目となって訪ねてくるが、幸蔵は心ならずも他人のふりをして追い返す。さらにそもそも新助から金を盗んで窮地に追い込んだのが養母のお熊だったことが分かり、お熊は自責の念からわざと幸蔵の手にかかって果てる。
鎌倉問注所の場
すべてを覚悟した幸蔵は潔く自首するが、非情な役人石垣伴作の態度に腹を立て脱獄。情け深い役人早瀬弥十郎の助けで逃れる。

## 解説

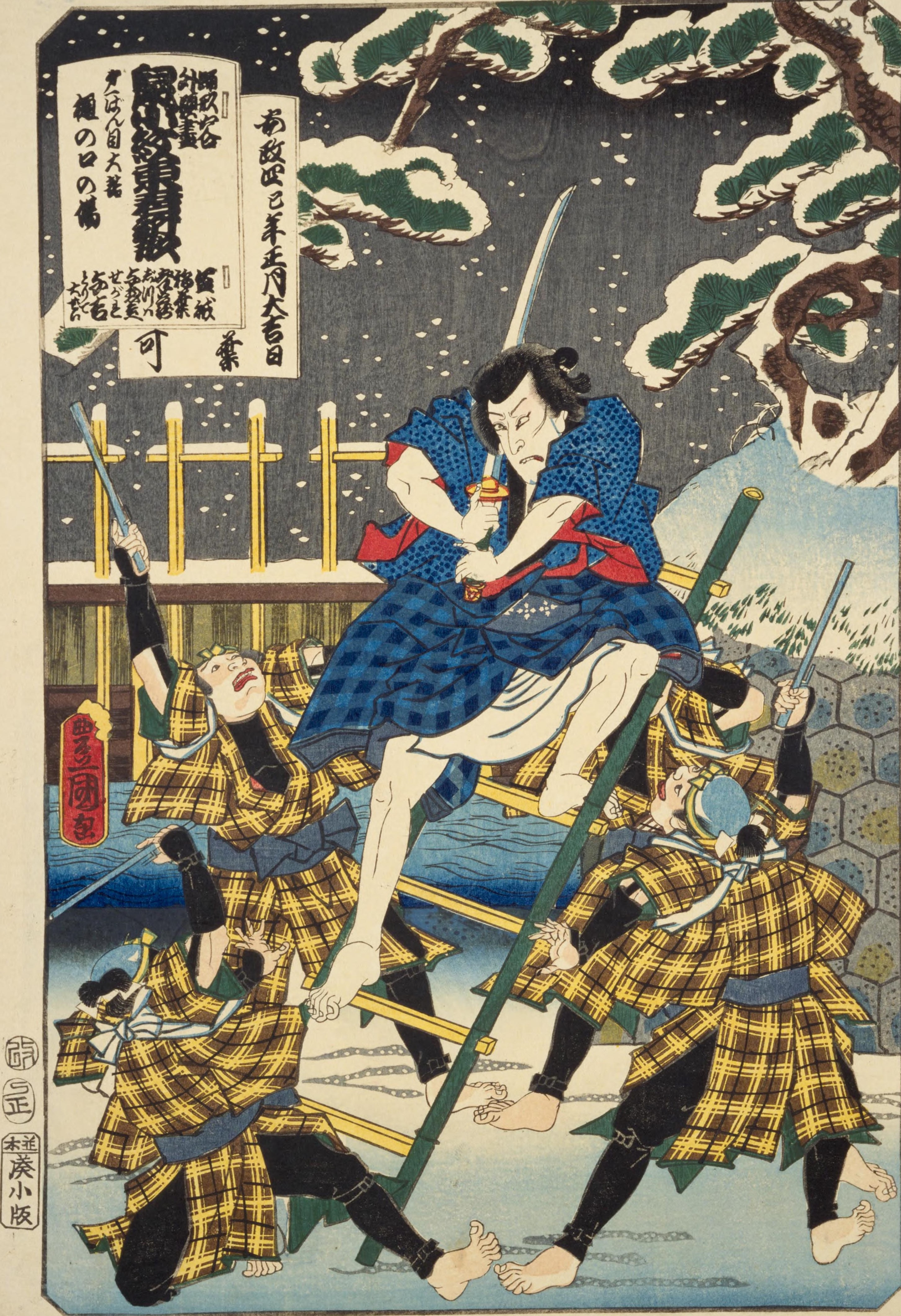
初演時の錦絵（三代目豊国作）

『鼠小紋東君新形』は、天保年間に実在した義賊・鼠小僧次郎吉を題材とした松林伯円作の講談の歌舞伎化で、江戸情緒豊かな世話狂言。辻番所で交わされる幸蔵・与惣兵衛の親子の名乗りと、稲葉内の幸蔵と三吉とのやり取りが人気で、今日ではもっぱらこの二幕が上演されている。
劇中、主人公は「鼠小僧」をもじった「稲葉幸蔵」で通しているが、三幕目の「鎌倉仲之町大黒屋の場」で初めて鼠小僧次郎吉で登場する。花魁の難儀を救うが捕縛され、それが幸蔵の夢であったという趣向。また科白のなかに「鼠」にちなむ言葉が散りばめられており、作者の機知をうかがわせる。
初演時に当時数え14歳の十三代目市村羽左衛門が勤めた三吉は、幸蔵を勤める四代目市川小團次をも唸らせるほどの出来だった。羽左衛門は開幕前に毎日深川で蜆売りの一挙一動を観察してそれを舞台に活かしていたのである。これが後に明治の名優としてその名を馳せる五代目尾上菊五郎の出世のきっかけともなった。
近年では七代目尾上菊五郎が幸蔵を勤めているが、このときは十七代目市村羽左衛門の与惣兵衛が絶品で、世話物の真髄を凝縮したような老け役だった。

## 初演配役
| 役名                                          | 役者                  |
| --------------------------------------------- | --------------------- |
| 易者平澤左膳実ハ稲葉幸蔵 鼠小僧次郎吉         | 四代目 市川小團次     |
| 辻番与惣兵衛                                  | 二代目 淺尾與六       |
| 月輪熊のお熊 早瀬弥十郎                       | 初代 坂東亀蔵         |
| お高 松葉屋傾城松山実ハ幸蔵女房お松           | 四代目 尾上菊五郎     |
| 新助 与之助 松葉屋息子文三 船頭のっきりの長吉 | 初代 河原崎権十郎     |
| 蜆売り三吉                                    | 十三代目 市村羽左衛門 |
| おもと                                        | 初代 中村歌女之丞     |

## 近年の上演
- 1993年国立劇場、（『鼠小紋春着雛形』を上演）[1]
- 2022年歌舞伎座、（『鼠小紋春着雛形』を上演）[1]